# Dolmen di Albarosa
Il dolmen di Albarosa è un monumento megalitico preistorico, risalente all'età del bronzo, ubicato nel territorio di Bisceglie in Puglia, a 109 m sul livello del mare.

Si raggiunge percorrendo per circa 4,7 km in direzione Ruvo di Puglia la S.P. 86 Bisceglie - Ruvo di Puglia e imboccando sulla destra una strada rurale che conduce, in direzione di Lama Santa Croce, al megalite.

Rispetto agli altri dolmen presenti nell'agro biscegliese, sorge a poco più di 1 km dal Dolmen della Chianca e a circa 1,2 km dal Dolmen Frisari.

## Etimologia
Il nome Albarosa deriva dal casale di Albarosa e dall'omonimo altipiano, prossimo al crepaccio della Lama di Santa Croce, di proprietà della famiglia Berarducci, in cui sorgeva un enorme specchione entro cui fu rinvenuto il dolmen.

## Storia del monumento
Il megalite fu scoperto nel 1909 dall'archeologo Francesco Samarelli, nello stesso periodo in cui si svolsero le indagini archeologiche degli altri due dolmen ad esso vicini: il Dolmen della Chianca ed il Dolmen Frisari.

Al momento della scopertà era visibile un enorme cumulo di pietre, denominato specchione di Albarosa, all'interno del quale fu trovato il sepolcro. Lo specchione originariamente aveva una pianta ellittica che subì nel tempo trasformazioni a causa dell'impiego del materiale litico disposto su di esso per la costruzione di trulli contigui. Lo specchione, che in pianta possedeva una lunghezza di circa 19 m ed una larghezza di 16 m, era alto circa 5 m.

Durante gli scavi del Gervasio furono rinvenuti frammenti di vasellame, un boccale ad impasto, intonaco di capanne, strumenti litici pertinenti ad un insediamento neolitico di epoca precedente.

Tra il 1961 ed il 1965 si svolsero ulteriori indagini archeologiche curate da Francesco Biancofiore, il quale poté affermare che la galleria, dopo aver accolto le deposizioni umane ed i relativi corredi, venne integralmente ricoperta dal tumulo. In tale circostanza furono ritrovati, all'interno del dromos e della cella sepolcrale, frammenti di ceramiche e di ossa umane. Dai ritrovamenti e dalle indagini svolte, il Biancofiore ritenne che la tomba fosse stata depredata col tempo ed in base ai reperti individuò la datazione del tumulo tra la fine del bronzo medio e l'inizio del bronzo recente (XIV – XIII secolo a.C.).

Nel 1987 furono effettuati interventi di sistemazione della galleria, che versava in condizioni precarie, seguiti da Francesca Radina della soprintendenza Archeologica della Puglia.

## Descrizione
Il dolmen rientra nella tipologia a corridoio entro tumulo ellittico lungo 19 m e largo 16 m, con orientamento del dromos sull'asse est – ovest.

Esso risulta composto da una serie di lastre litiche che costituiscono le pareti laterali del corridoio.

Quest'ultimo, presenta un'altezza media di 1,80 m, è lungo circa 7 m ed è suddiviso in scomparti da lastre trasversali di pietra calcarea locale.

La copertura del dromos è mancante.

L'impianto sepolcrale è impiantato su una piattaforma artificiale di terra e pietre alta circa 0,50 m.

## Galleria d'immagini

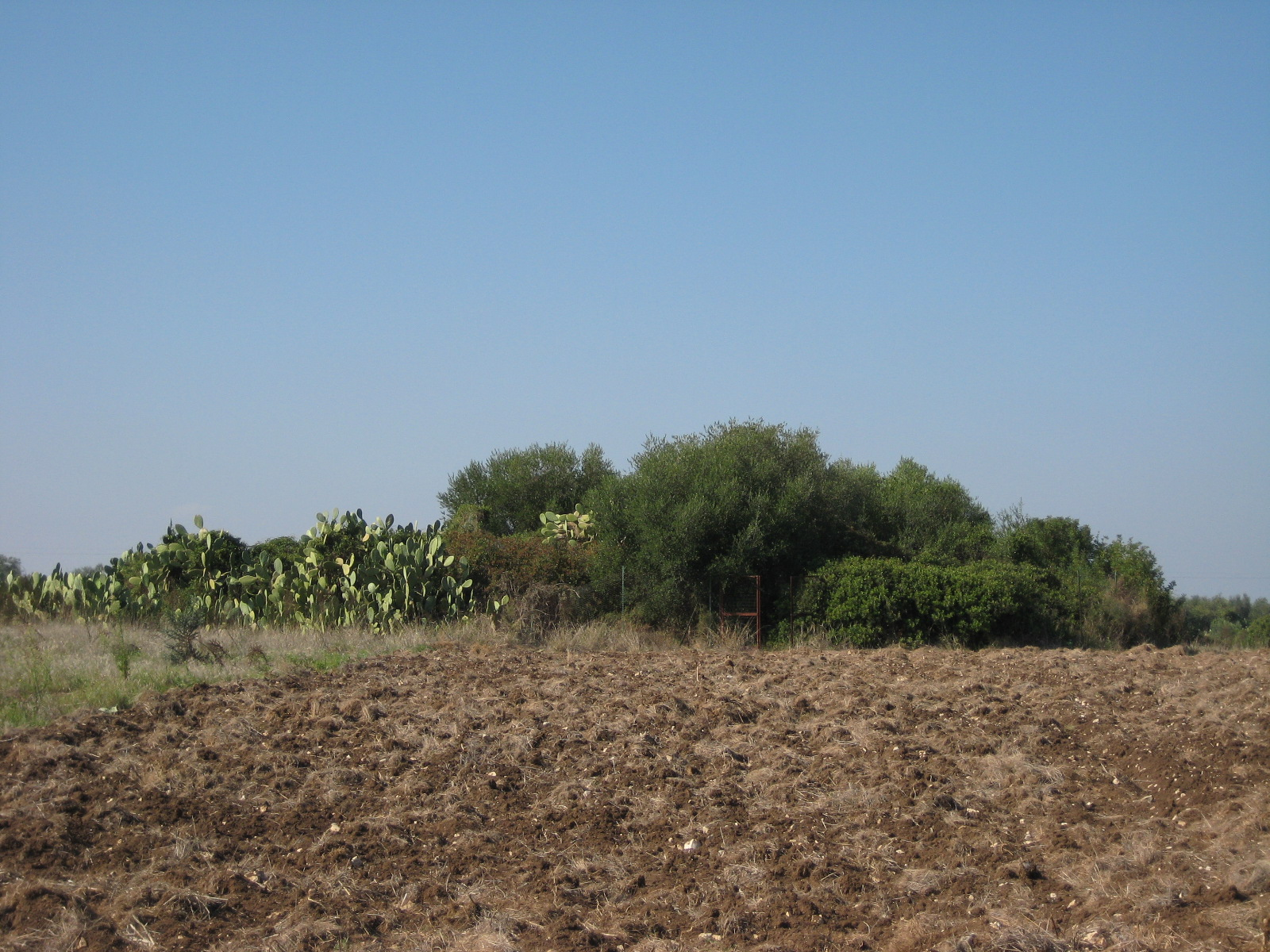
Lo specchione di Albarosa
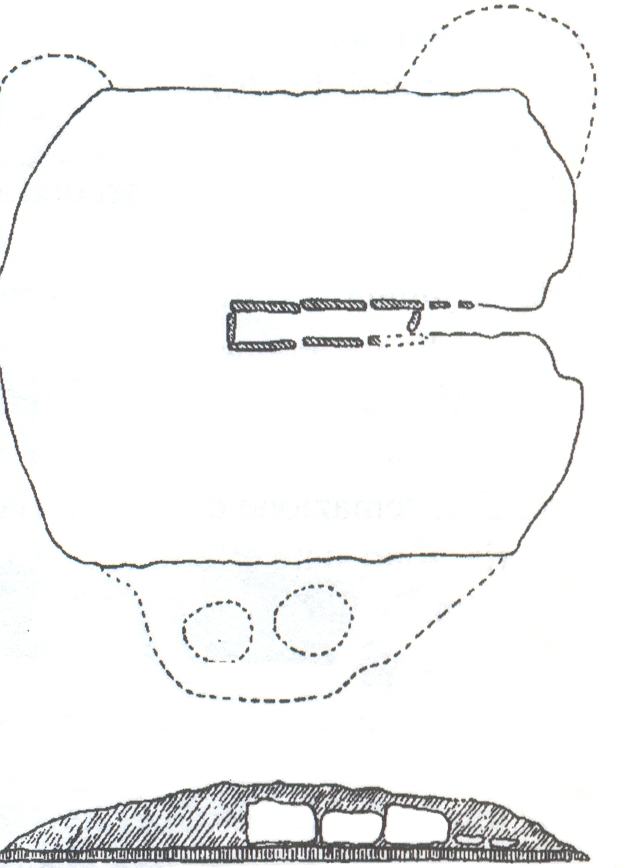
Pianta del tumulo, a cura del Gervasio, 1913
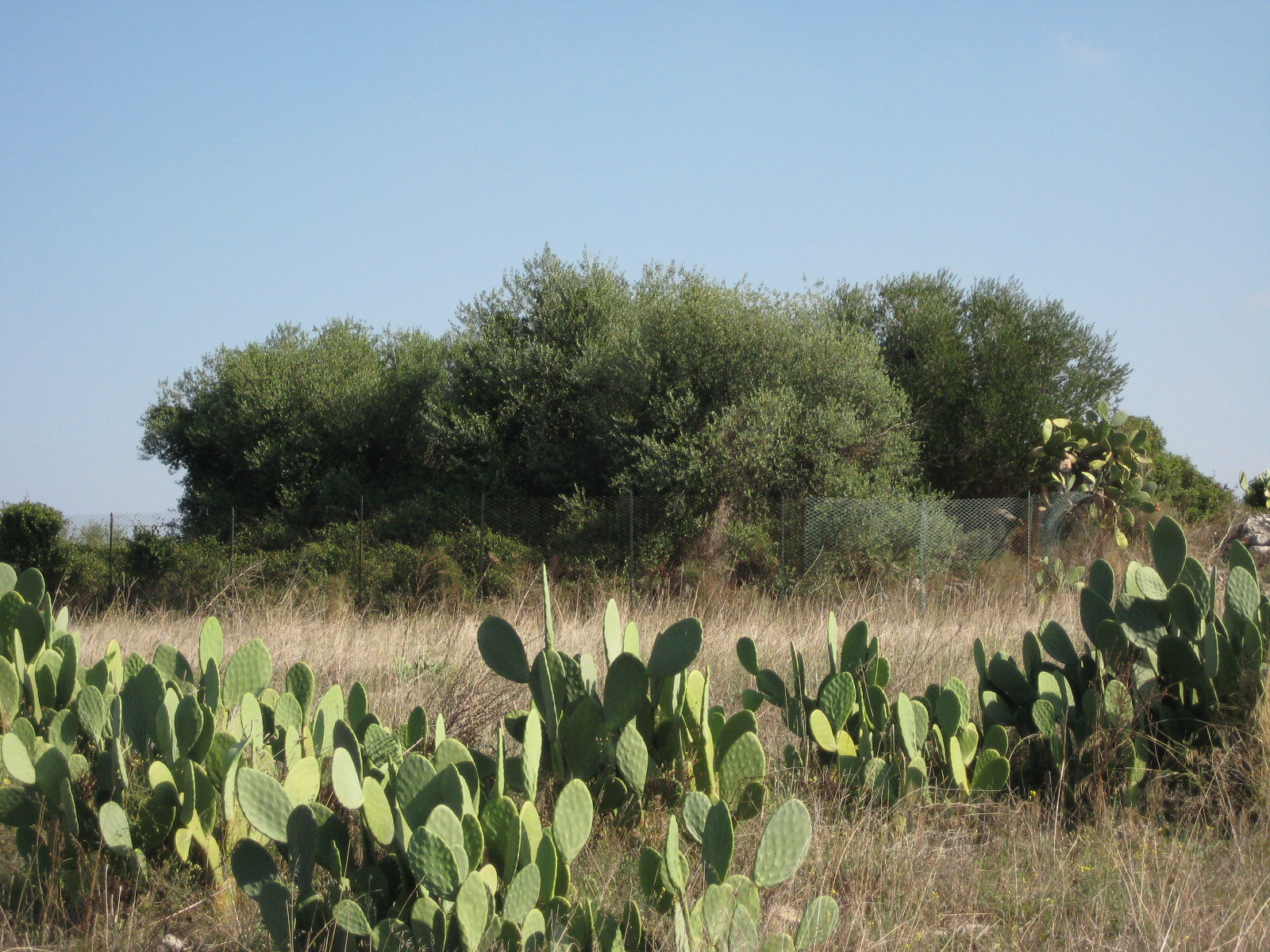
Il dolmen di “Albarosa” visto dal crepaccio della Lama di S.ta Croce
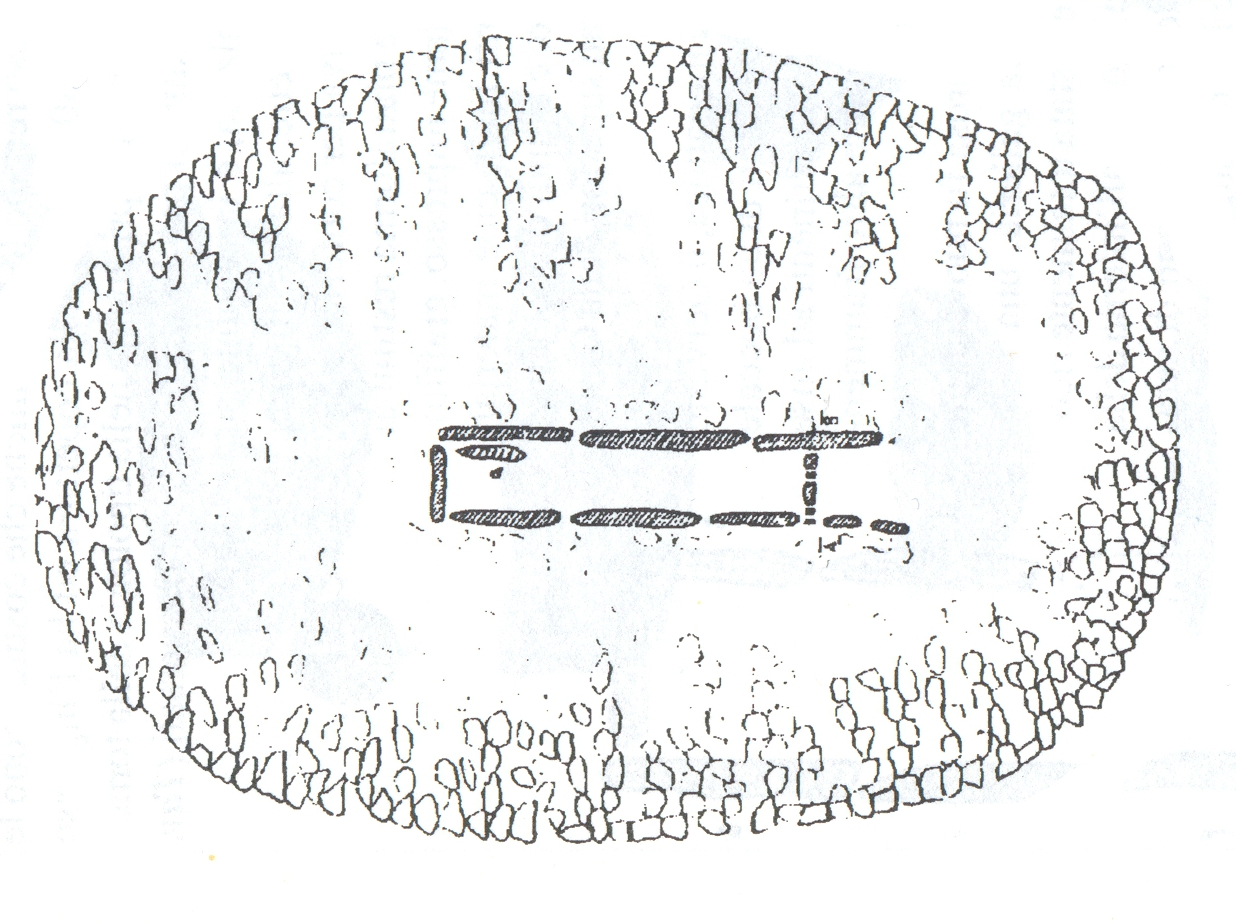
Pianta del tumulo, a cura del prof. Biancofiore
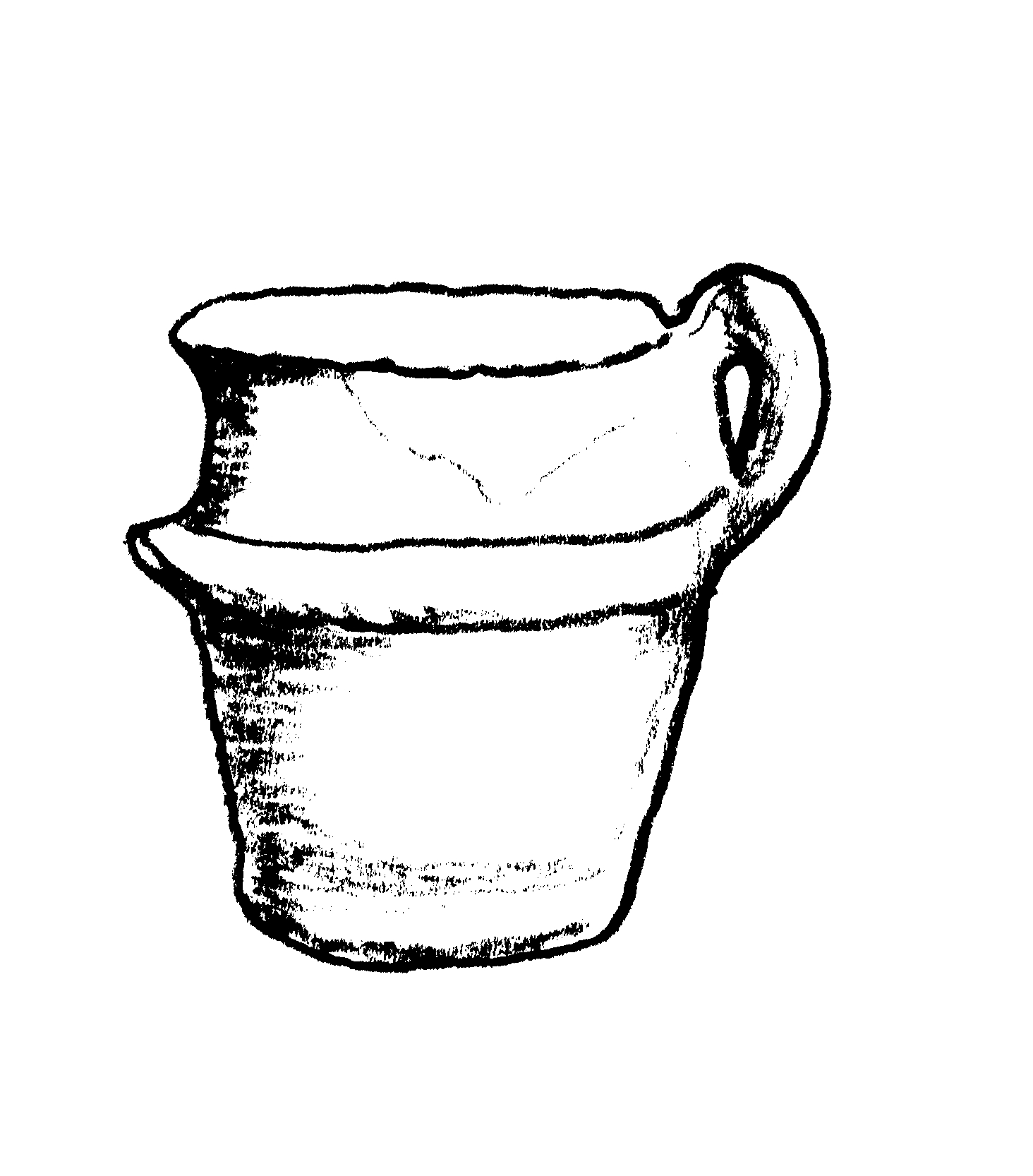
Boccale rinvenuto durante lo scavo del 1913